# غازه (روستا)
 غازه  (در عربی:  الغازة )
نام روستایی است در دهستان بَنُو فایَش از توابع استان جَوف در کشور یمن در شبه جزیره عربستان.

## جمعیت
جمعیت آن (۲۳۸ ) نفر (۲۳ خانوار) می‌باشد.